# Légume-fruit
Cet article possède un paronyme, voir Fruits et légumes.
 (novembre 2012).
Si vous disposez d'ouvrages ou d'articles de référence ou si vous connaissez des sites web de qualité traitant du thème abordé ici, merci de compléter l'article en donnant les références utiles à sa vérifiabilité et en les liant à la section « Notes et références ».

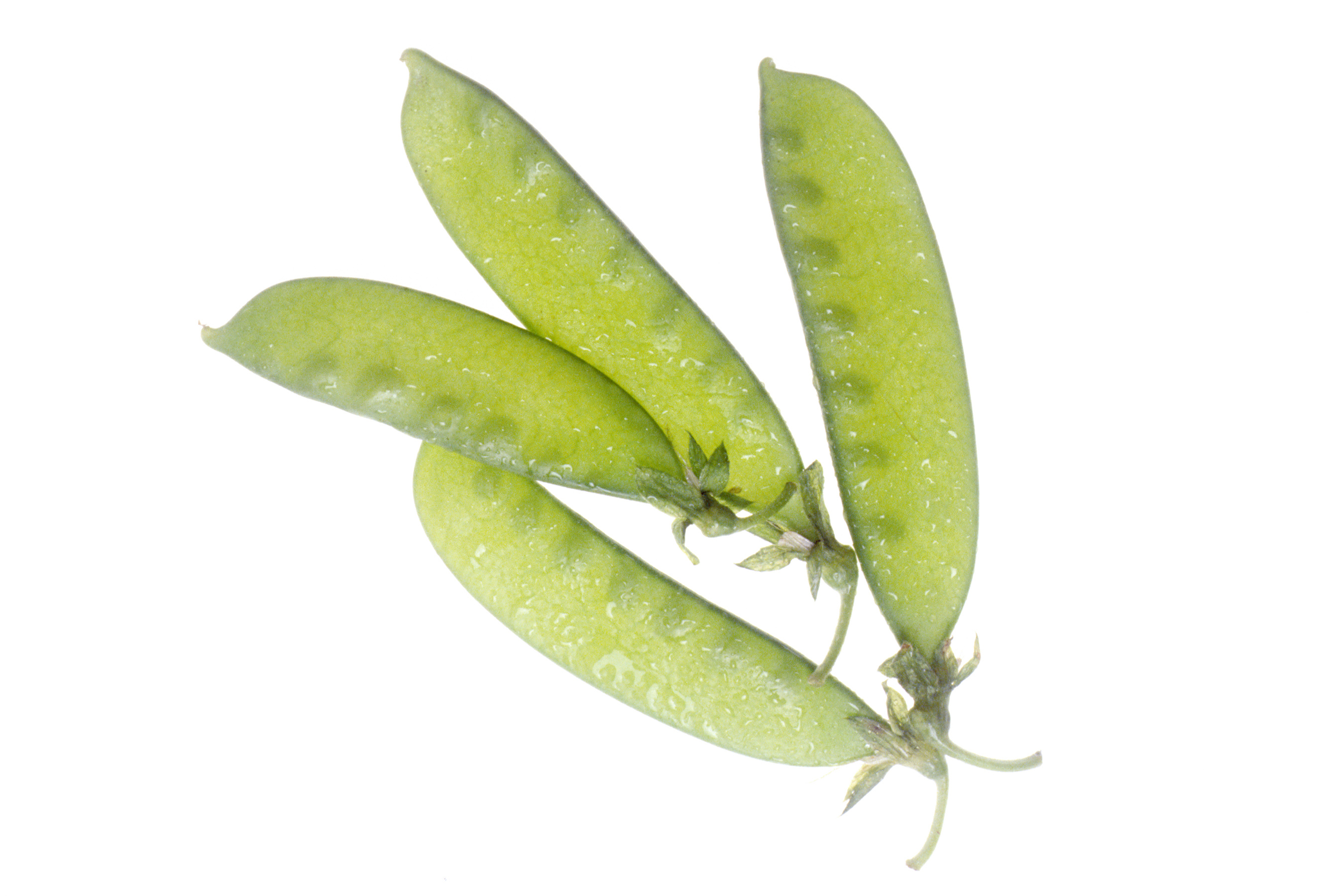
Pois mangetout.

Un légume-fruit est un fruit (au sens botanique du terme), parfois un faux-fruit, consommé comme légume, c'est-à-dire en général dans une préparation salée, crue ou cuite. C'est le plus souvent le fruit d'une plante cultivée de manière « habituelle » dans un potager, qui peut être cueilli soit mûr (par exemple la tomate), soit vert (par exemple la courgette). Il s'agit généralement d'un fruit charnu (baie ou drupe), ou parfois d'un fruit « sec » récolté avant maturité (cas du pois mangetout ou du haricot vert, qui sont des gousses).

## Liste
consommés à la maturité du fruit :
- Aubergine
- Avocat
- Chayote
- Citrouille
- Courge
- Gombo
- Maïs
- Piment
- Potiron
- Tomate

consommés avant maturité (fruits verts)
- Concombre
- Cornichon
- Courgette
- Gombo
- Haricot vert
- Papaye
- Pois mangetout

consommés verts ou mûrs
- Banane plantain
- Olive
- Poivron

## Polémique concernant la nature de certains légumes-fruits

### Contexte botanique et lexical
Il n'est pas rare d'entendre des polémiques concernant, par exemple, l'appartenance de la tomate, ou de la courgette à la famille des légumes ou à celle des fruits. Ces polémiques n'ont pas lieu d'être : en effet, les deux réponses sont correctes selon le point de vue que l'on adopte. Ce sont des fruits au sens botanique. Ce sont des légumes sous l'angle de la consommation et du langage général. Le terme légume n'a pas de sens précis en botanique et stricto-sensu il désignait la gousse (en latin : legumen) des légumineuses avant de s'étendre tardivement à l'ensemble des légumes que nous connaissons. Dans le langage courant, il désigne généralement une plante cultivée au jardin ou dans les champs. Un fruit peut donc bien être un légume. Certains peuvent être consommés comme légume ou comme dessert : le melon est un fruit qui se consomme comme fruit (au dessert) ou comme légume (en hors-d'œuvre).

### Contexte juridique
En 1893, dans le cadre d'un problème de taxes sur les importations, la Cour suprême des États-Unis reconnut que la loi douanière se référait au sens commun des termes « fruit » et « légume », qui assimile la tomate à un légume, et non pas au jargon technique des botanistes. Le procès intenté par des représentants de la famille Nix contre Edward L. Hedden, trésorier du port de New York est connu comme l'affaire Nix v. Hedden.
Au sein de l'Union européenne, la carotte est, dans les textes réglementaires, classée comme un légume. Toutefois, un règlement précise que seuls les fruits peuvent servir de base à la confection de confitures. Pour protéger la confiture de carotte, une spécialité locale portugaise, la carotte a donc aujourd'hui le statut juridique d'un fruit et non d'un légume pour cette utilisation.